# هوارد دبلیو کانن
هوارد دبلیو کانن (به انگلیسی: Howard Walter Cannon) سناتور سابق عضو حزب دموکرات ایالات متحده آمریکا بود. وی در سال ۱۹۵۹ تا ۱۹۸۳ میلادی سناتور ایالت نوادا در سنای ایالات متحده آمریکا بود.